# Corona di Cristiano IV di Danimarca

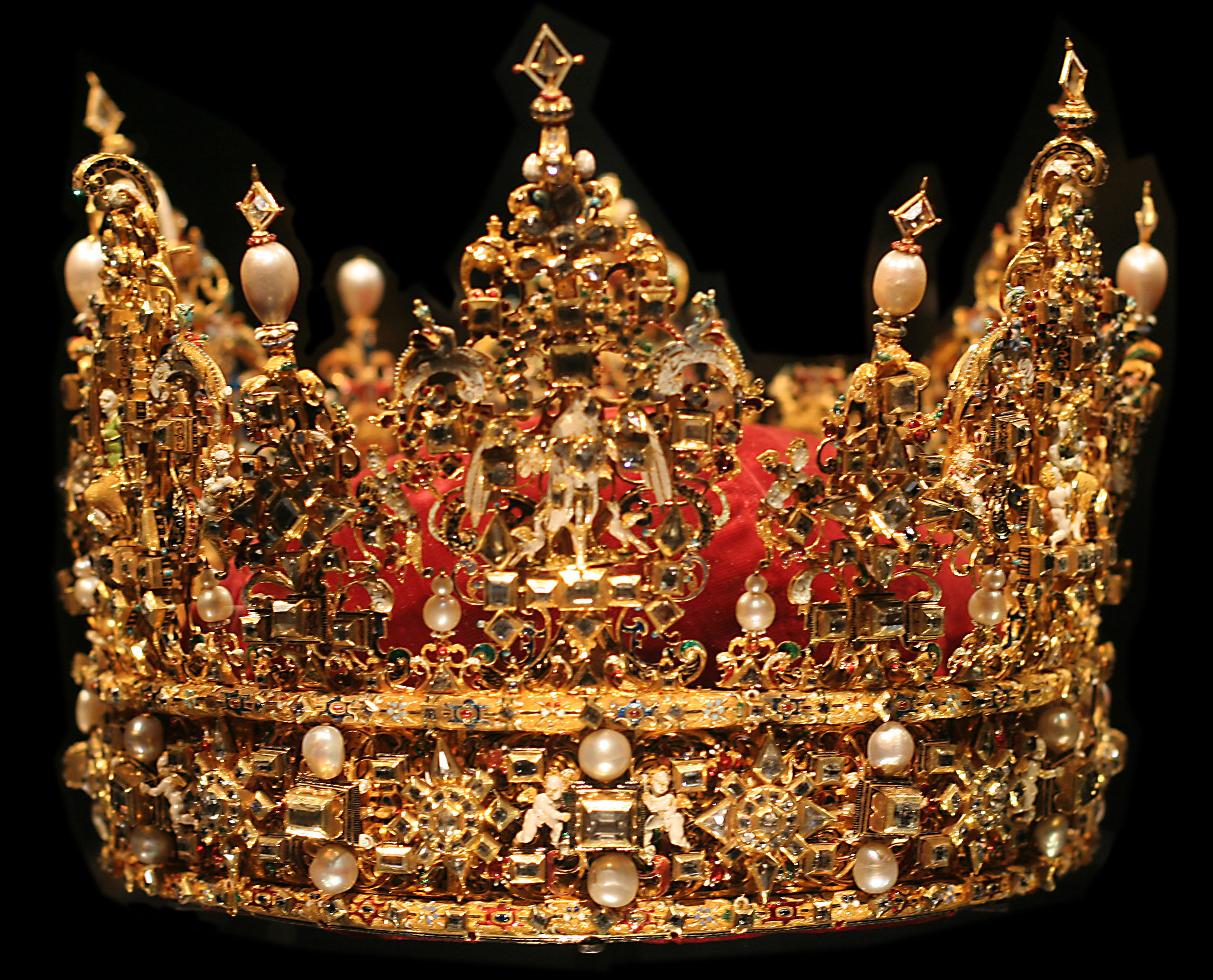
La corona di Cristiano IV di Danimarca.

La corona di Cristiano IV di Danimarca è la corona con cui venivano incoronati i Re di Danimarca dal 1596 al 1648.

## Storia
La corona è stata realizzata ad Odense da Didrik Fyren, aiutato dall'orafo di Norimberga Corvinius Saur, negli anni 1595-1596 in occasione dell'incoronazione del re Cristiano IV di Danimarca.
È stata utilizzata per l'ultima volta nel 1648 per l'incoronazione di Federico III di Danimarca.

## Caratteristiche
È realizzata in oro, smalti, pietre preziose, perle e pesa 2895 grammi.
La corona è decorata, sulla parte esterna, con figure allegoriche delle funzioni regali e delle virtù. All'interno è decorata con gli stemmi del regno.